# ریکاردو گونزالس
ریکاردو گونزالس (انگلیسی: Ricardo González؛ زادهٔ ۷ فوریهٔ ۱۹۴۵) بازیکن فوتبال اهل پاراگوئه بود. او از سال ۱۹۶۵ تا ۱۹۶۸ در ۱۵ بازی برای تیم ملی فوتبال پاراگوئه به میدان رفت. او همچنین عضو تیم پاراگوئه برای مسابقات قهرمانی آمریکای جنوبی در سال ۱۹۶۷ بود.